# Человек на полустанке
«Челове́к на полуста́нке» — советский телефильм 1983 года, дебют кинорежиссёра Василия Панина.

## Сюжет
Прохор Тимофеевич живёт один. Бывший фронтовик, некогда машинист, водивший составы со снарядами на фронт и по льду в блокадный Ленинград, узнав, что погибла его семья — стал сапёром. Вернувшись с войны, он всю жизнь работает путевым обходчиком. Но старик не одинок, его, «Почётного железнодорожника», знает и уважает не только бригада ремонтников его перегона. И старик рад, когда к нему приезжает его приёмный сын, невестка и внук.
О железнодорожниках и человеческих отношениях между людьми разных поколений.

## В ролях
- Николай Крючков — Прохор Тимофеевич Афанасьев, путевой обходчик
- Александр Фатюшин — Фёдор Таранин, приёмный сын Прохора Тимофеевича
- Олег Анофриев — Василий
- Раиса Рязанова — Алевтина, жена Василия
- Николай Парфёнов — Скрыпник
- Вова Мазурин — Проша
- Елена Цыплакова — Надежда, мать Проши
- Николай Аверюшкин — Женя Стриж, ремонтник, член бригады Фёдора
- Сергей Юртайкин — ремонтник, член бригады Фёдора
- Людмила Купина — ремонтница, член бригады Фёдора
- Марина Лобышева-Ганчук — ремонтница, член бригады Фёдора
- Юрий Богомолов — молодой ремонтник
- Валентина Ананьина — диспетчер
- Владимир Дружников — Сергей Иванович Шумский
- Арнольд Курбатов — член железнодорожной комиссии
- Андрей Войновский — руководитель хора
- Виктор Лазарев — дед-рыбак
- Элла Некрасова — Федосеевна
- Татьяна Ромашина — Стеша, жена Прохора

## Съёмки
Съёмки велись в Подмосковье — в Одинцовском районе. Практически все сцены фильма были отсняты в селе Ершово и его окрестностях — железнодорожном перегоне Кораллово-Саввинская Слобода, на железнодорожном переезде в Кораллово. Небольшой эпизод снят на улицах Звенигорода. Эпизод фильма с участием популярного в те годы в СССР фольклорного ансамбля «Воронежские девчата», затем участвовавшего почти во всех фильмах режиссёра Панина, снимался непосредственно в здании и на сцене Ершовского дома культуры.

Железнодорожники сделали всё возможное и невозможное, чтобы у нас не возникало никаких трудностей: и консультации, и бригады, и массовки — всегда пожалуйста. Снимали мы на станции Одинцово в районе Звенигорода, и та ветка стала для нас родным домом.— Василий Панин, режиссёр
По словам Николая Крючкова, эпизод, где главный герой с приёмным сыном ловят с лодки рыбу, получился спонтанно: по сценарию этот короткий эпизод был без слов — «И тут Вова вдруг запел песню о танкистах. Что делать? Принялся ему подпевать. А когда песню допел, ёрш клюнул как по заказу. Так и сняли эпизод. И оказался он, по-моему, очень важным».
Фильм снят по заказу Государственного комитета СССР по телевидению и радиовещанию.

## Критика
Фильм отмечался критикой как «монофильм Крючкова», играющего роль путевого обходчика Прохора Тимофеевича.
Оценка фильма, показывающего работу железнодорожников, была различной: так, профильная железнодорожная газета «Гудок» фильм хвалила, но в газете «Труд» была резкая критика: выделяя игру Крючкова, газета писала, что даже этот замечательный артист не смог «вдохнуть хоть какое-то подобие жизни в полное собрание экранных штампов», в фильм, в котором банальные ситуации, пустые диалоги, «условные рабочие в спецовках от Всесоюзного Дома моделей». Примечательно, что, как отмечал один из журналистов газеты «Гудок», им было случайно подслушано обсуждение фильма и рецензий во время отдыха на пункте смены локомотивных бригад на станции Скуратово — сами железнодорожники были согласны с этим мнением: «Как ни обидно было за свою железнодорожную газету, а встали единодушно на сторону „Труда“: фильм проверки жизнью не выдерживает».

## Интересный факт
Исполняющий роль ветерана-фронтовика Николай Крючков на фронте не был: как уже известный актёр по брони был оставлен на «Мосфильме», а Виктор Лазарев, сыгравший в фильме деда-рыбака — был. Они были знакомы до войны, и Лазарев ещё тогда мог сняться вместе с Крючковым — был утверждён на роль в фильме «Парень из нашего города» 1942 года, но ушёл на фронт в числе 80-ти добровольцев с «Мосфильма», был командиром 76-миллиметрового орудия, защищал Сталинград, и сняться вместе им удалость лишь спустя 40 лет:

Крючков прислал мне письмо на фронт: «Я жалею, что ты сейчас не с нами, но ты занят более важным делом». Это было приятно читать. А с Крючковым мы потом всё же снялись — в фильме «Человек на полустанке».— Виктор Лазарев